# Schantzska huset

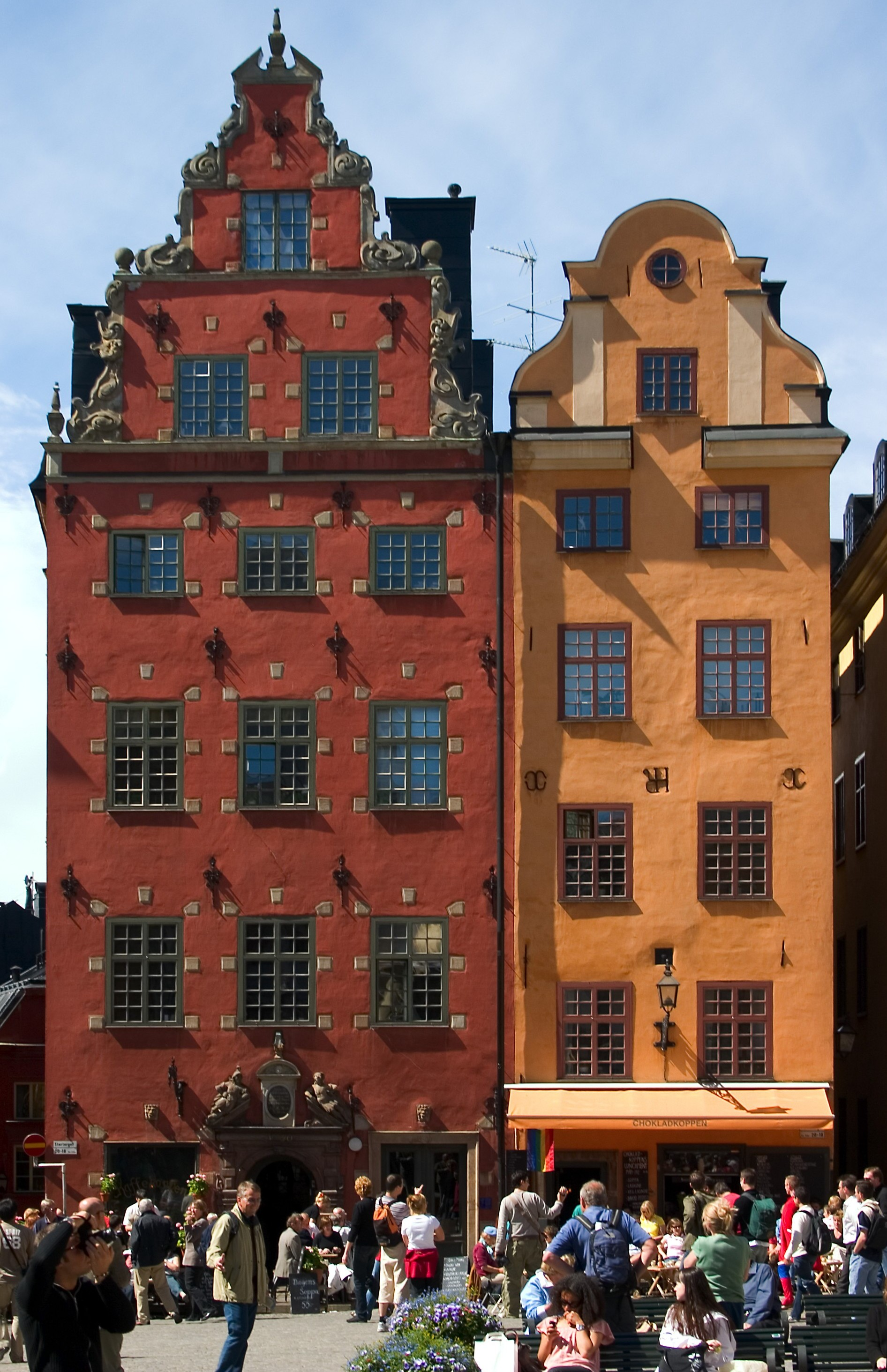
Schantzska huset till vänster

Schantzska huset är en byggnad på Stortorget 20 intill Seyfridtzska huset i Gamla stan, Stockholm, uppförd 1650 och restaurerat 1905. Huset har fått sitt namn efter byggherren, kungliga sekreteraren Johan Eberhard Schantz.

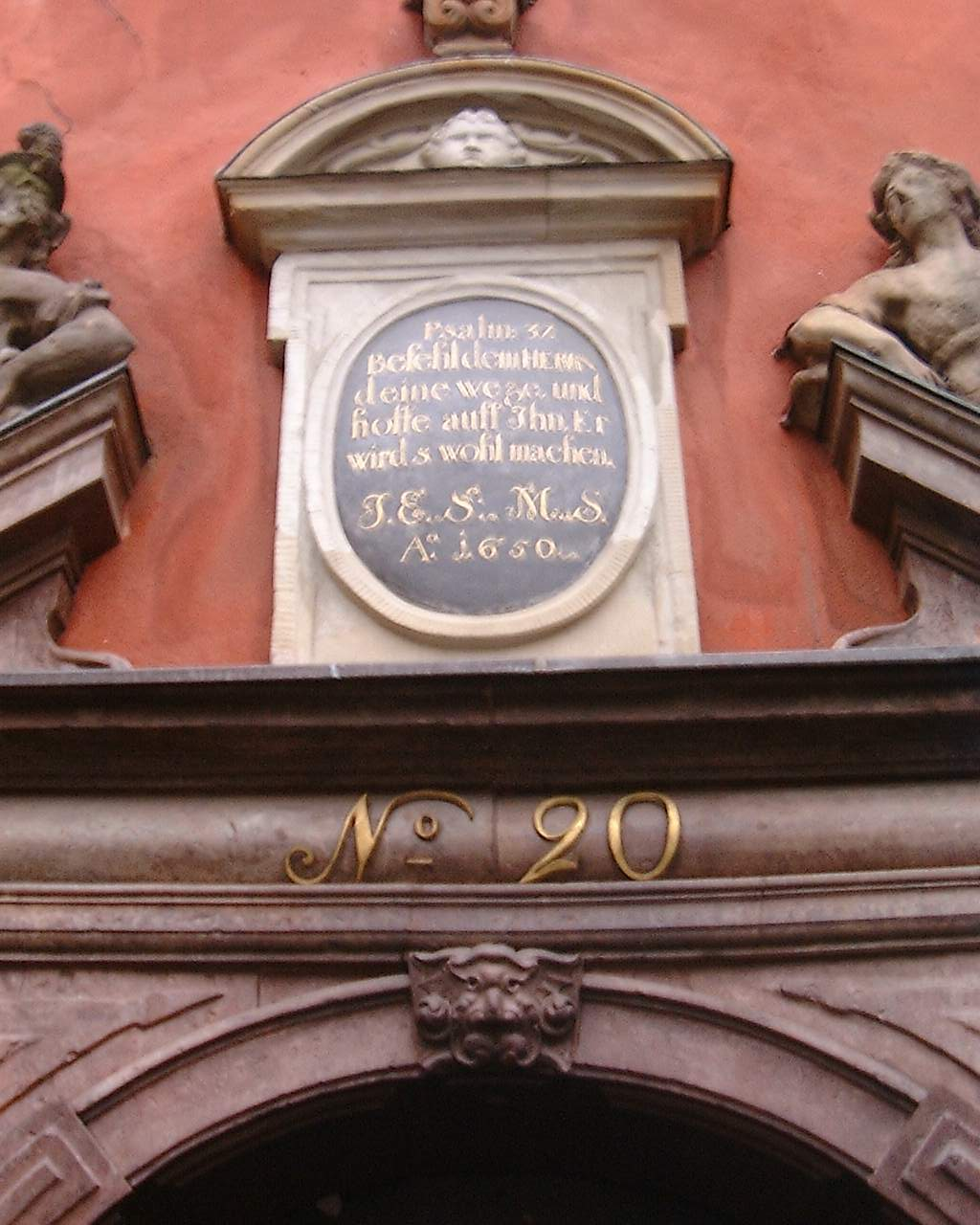
Schantzska huset, Stortorget 20

Byggnaden har en gavel av tysk-nederländsk typ, som kallas "den nordiska renässansstilen". Gaveln är en så kallad trappgavel, utsmyckad med dekorativa ankarslutar och skulpturdetaljer. Kalkstensportalen är dekorerad av Johan Wendelstam med liggande romerska krigare, daterade till 1650. Inredningar är från 1600- och 1700-talet.
Över portalen finns en inskription på tyska, den är från Psaltaren 37:5, Befiehl dem Herrn deine Wege und hoffe auf ihn, er wirds wohl machen.
Det finns en myt om detta hus, som handlar om antalet stenar kring fönstren. Om man räknar ser man att antalet är 94 och det berättas att dessa 94 stenar ska påminna om de 94 personer som halshöggs vid Stockholms blodbad 1520; stenarnas anknytning till de avrättade har dock ingen reell historisk förankring.